# Bà Rịa (thành phố)
Bà Rịa là thành phố tỉnh lỵ cũ của tỉnh Bà Rịa – Vũng Tàu, Việt Nam.

## Địa lý

### Vị trí địa lý

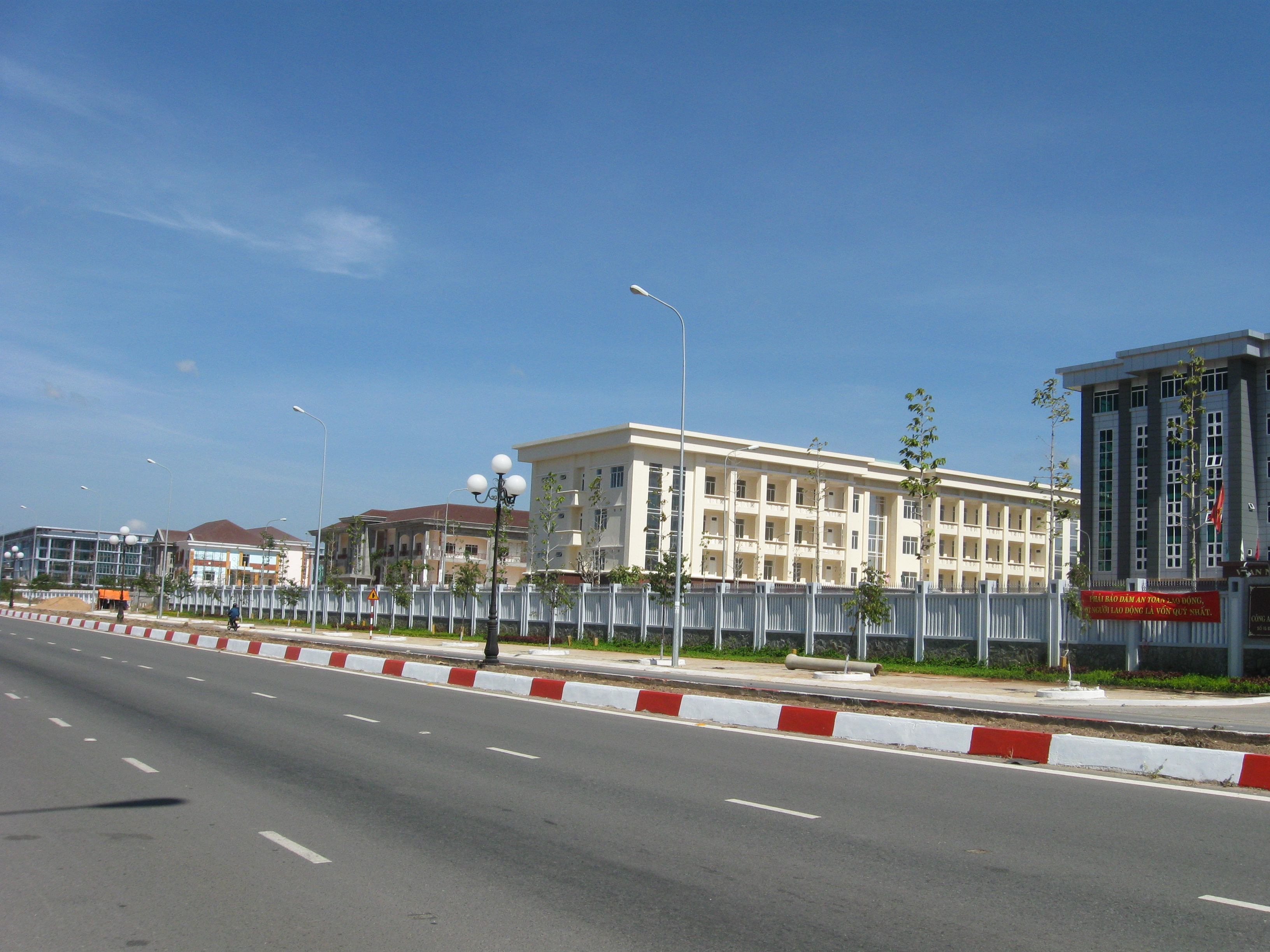
Trung tâm hành chính tỉnh Bà Rịa-Vũng Tàu

Thành phố Bà Rịa có tọa độ địa lý từ 10°30' đến 10°50' vĩ độ Bắc, từ 107°10' đến 107°17' kinh độ Đông, cách Thành phố Hồ Chí Minh 75 km về phía Đông Nam, cách thành phố Vũng Tàu 20 km về phía Nam, có vị trí địa lý:
- Phía đông giáp huyện Long Đất
- Phía tây giáp thành phố Phú Mỹ
- Phía nam giáp thành phố Vũng Tàu
- Phía bắc giáp huyện Châu Đức.

Thành phố Bà Rịa Nằm tại khu vực trung tâm của tỉnh, thành phố là đầu mối các tuyến quốc lộ, tỉnh lộ đến các thành phố, huyện thị khác trong tỉnh và các đô thị trong hàng lang Vùng kinh tế trọng điểm phía Nam. Từng là một thị xã trẻ với số dân khiêm tốn, Bà Rịa đã được đầu tư vượt bậc về cơ sở hạ tầng toàn diện để trở thành đô thị hạt nhân của tỉnh để trở thành trung tâm hành chính mới của tỉnh Bà Rịa – Vũng Tàu năm 2012.

### Địa hình
Địa hình thành phố mang đặc điểm đồng bằng tích tụ ven biển xen lẫn núi cao. Toàn thành phố có 4 dạng địa hình chính:
- Đồng bằng thấp: cao trình 0,3 – 0,5m.
- Địa hình bằng: cao trình 0,6 – 1,5m phân bố dọc sông Dinh và trung tâm.
- Địa hình triền bazan thoai thoải: cao trình 1,5 – 5m ở xã Long Phước và xã Hòa Long.
- Địa hình đồi núi cao: ở khu vực phía Tây và Tây Bắc tiếp giáp thị xã Phú Mỹ thuộc Núi Dinh. Cao trình lên đến 510 m.

### Sông suối
Trên địa bàn thành phố có nhiều sông suối chảy qua. Trong đó, sông Dinh là con sông chính gắn liền với quá trình hình thành và phát triển và là nguồn cung cấp nước cho thành phố Bà Rịa. Sông dài 40 km bắt nguồn từ hồ Kim Long ở huyện Châu Đức, chảy theo hướng Nam theo ranh giới thị xã Phú Mỹ và huyện Châu Đức. Khi đến Bà Rịa, sông chạy qua trung tâm thành phố, làm ranh giới giữa hai xã Tân Hưng và Hoà Long; phường Phước Hưng và giữa hai phường Long Hương, Phước Hiệp. Sông đổ ra vịnh Gành Rái ở thành phố Vũng Tàu.
Sông Thủ Lựu có tổng chiều dài 1,8 km bắt nguồn từ phường Long Toàn và đổ ra sông Cỏ May.

### Khí hậu
Do nằm trong khu vực Đông Nam Bộ nên chịu ảnh hưởng của khí hậu nhiệt đới gió mùa chung của toàn khu vực, gồm 2 mùa rõ rệt gồm mùa mưa và mùa khô.
Lượng mưa trung bình hàng năm tương đối thấp, khoảng 1.300 mm. Mùa mưa thường bắt đầu từ tháng 5 và kéo dài đến tháng 10, mùa khô thường bắt đầu từ tháng 11 đến tháng 4 năm sau. Nhiệt độ trung bình trong năm từ khoảng 25,4 °C – 27,2 °C.

### Thổ nhưỡng
Thổ nhưỡng gồm hai loại đất chính là đất xám và đất đỏ bazan. Đất đỏ bazan gồm 2 loại đất nâu đỏ trên đá magma và đất nâu thẫm, phân bố tại hai xã Hòa Long và Long Phước. Phần phía Nam chủ yếu là đất phèn nông dưới rừng ngập mặn.

## Hành chính

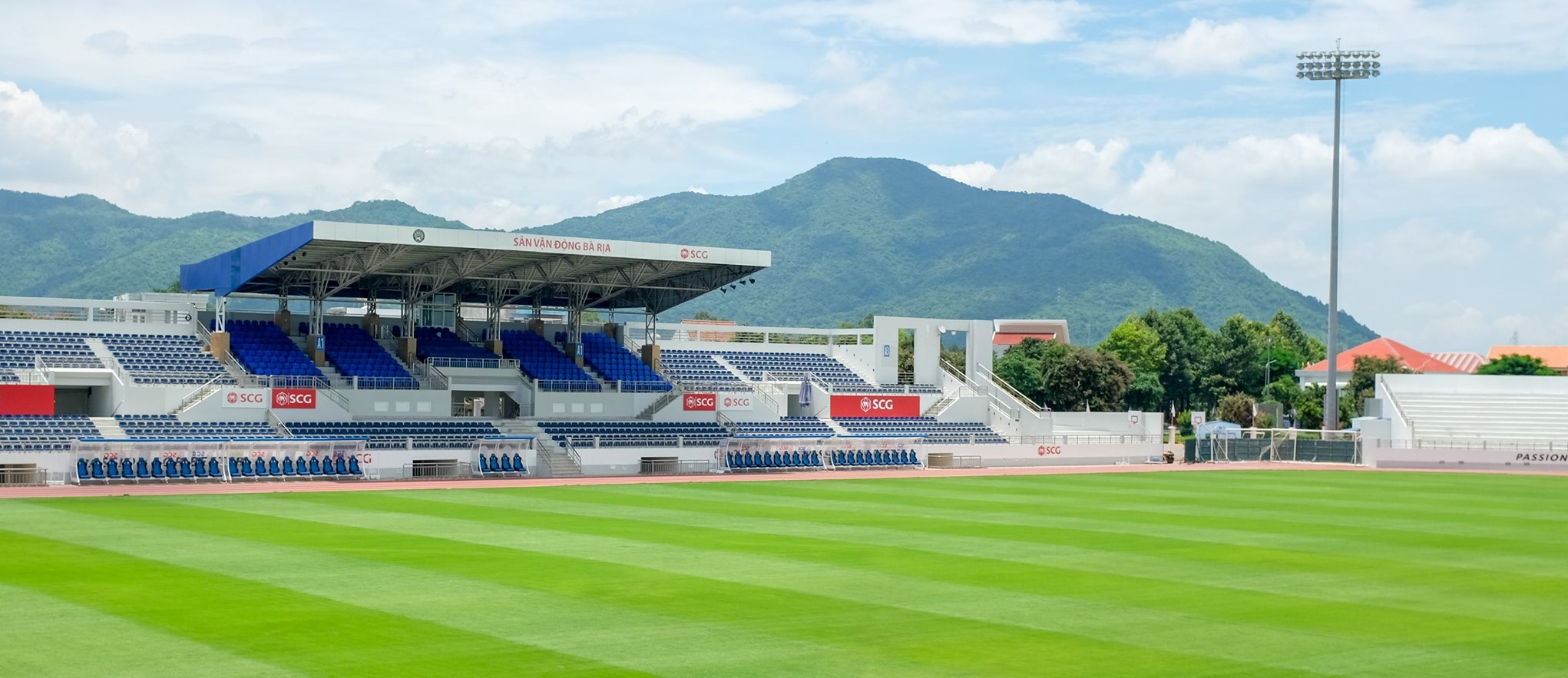
Sân vận động Bà Rịa

Thành phố Bà Rịa có 10 đơn vị hành chính cấp xã trực thuộc, bao gồm 7 phường: Kim Dinh, Long Hương, Long Tâm, Long Toàn, Phước Hưng, Phước Nguyên, Phước Trung và 3 xã: Hòa Long, Long Phước, Tân Hưng.
| Tên        | Diện tích (km²) | Năm thành lập |
| ---------- | --------------- | ------------- |
| Phường (7) |                 |               |
| Kim Dinh   | 18,64           | 2002          |
| Long Hương | 14,44           | 2002          |
| Long Tâm   | 3,59            | 2005          |
| Long Toàn  | 2,93            | 1994          |
| Phước Hưng | 7,19            | 1994          |

| Tên          | Diện tích (km²) | Năm thành lập |
| ------------ | --------------- | ------------- |
| Phước Nguyên | 2,53            | 1994          |
| Phước Trung  | 7,19            | 1994          |
| Xã (3)       |                 |               |
| Hòa Long     | 14,94           | 1956          |
| Long Phước   | 16,12           | 1956          |
| Tân Hưng     | 7,71            | 2005          |

## Lịch sử

### Tên gọi
Hiện có nhiều cách diễn giải khác nhau về nguồn gốc tên gọi Bà Rịa.
Quyển Monographie de la province de Bà-Rịa et de la ville du Cap Saint-Jacques của Ménard (1902) cho biết địa danh Bà Rịa xuất phát từ tên của bà Nguyễn Thị Rịa, người đã có công khai phá đất hoang, lập làng ở Hòa Long, Tam Phước, An Nhứt và Láng Dài những năm cuối thế kỷ 17, đầu thế kỷ 18.
Tuy nhiên, theo tài liệu Gia Định thành thông chí của Trịnh Hoài Đức, địa danh Bà Rịa là do đọc trại từ tên của một tiểu vương quốc là Bà Lỵ hay Bà Lợi (婆利). Tiểu vương quốc này tồn tại khoảng thế kỷ thứ 7, từng là thuộc quốc của Phù Nam, sau đó đã bị quân Chân Lạp thôn tính.

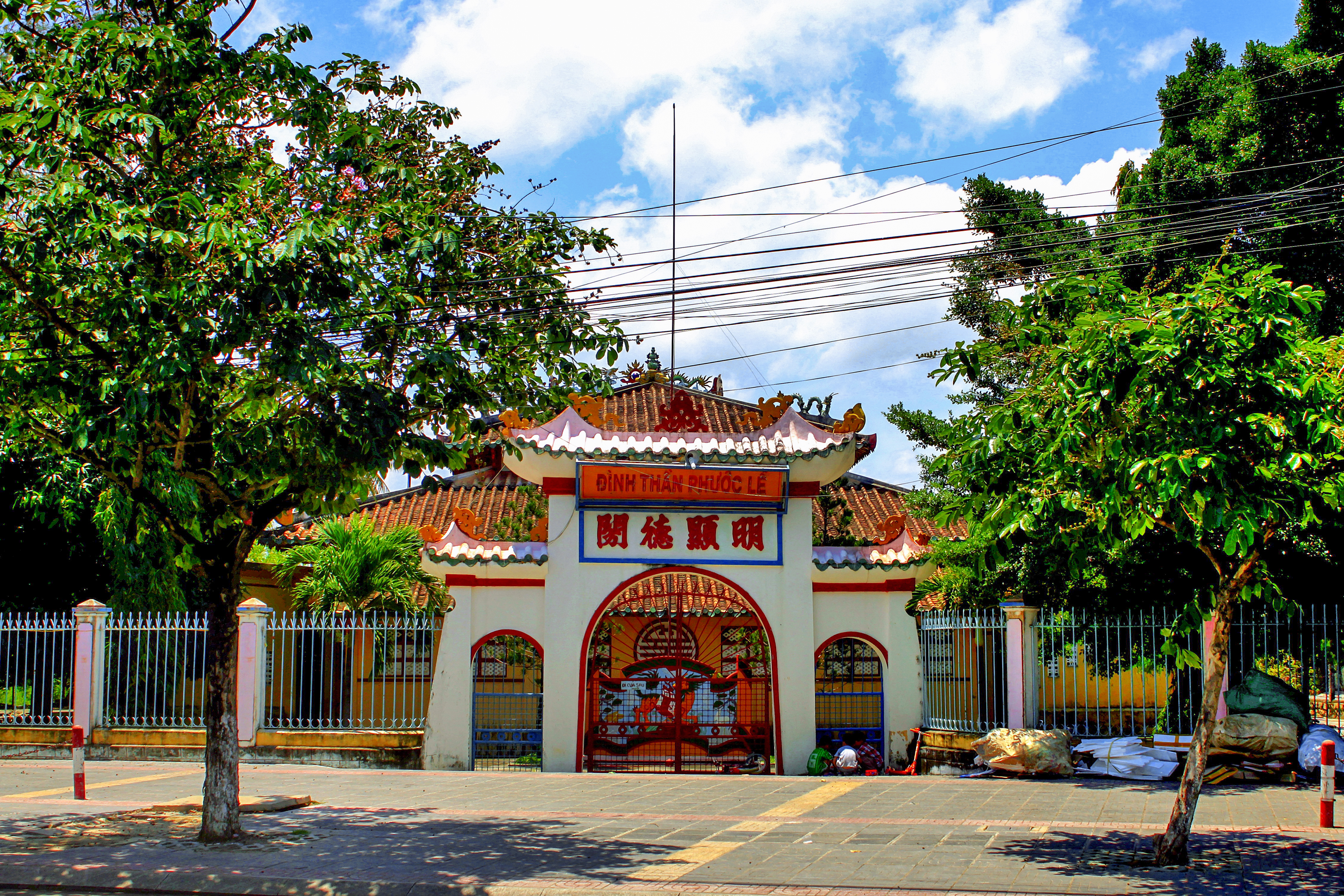
Đình thần Phước Lễ ở trung tâm thành phố Bà Rịa, được xây dựng cách nay khoảng trên 200 năm và thờ danh sĩ Nguyễn Thiếp làm Thành hoàng

### Thời phong kiến
Lịch sử hình thành và phát triển Bà Rịa gắn liền với quá trình di dân của người Việt vào miền Nam.
Vào thế kỷ 1 đến thế kỷ 7, khu vực này thuộc vương quốc cổ Phù Nam, rồi sau đó bị sáp nhập vào lãnh thổ Chân Lạp.
Từ cuối thế kỷ 16, triều đình Chân Lạp bước vào thời kỳ suy vong do nội chiến và chia rẽ. Cuộc hôn nhân giữa vua Chey Chetta II và Công nữ Ngọc Vạn đã tạo điều kiện cho chúa Nguyễn lập đồn thu thuế và dựng dinh điền.
Năm 1698, Lễ thành hầu Nguyễn Hữu Cảnh đi kinh lý, lập ra phủ Gia Định gồm 2 huyện Tân Bình và Phước Long. Khu vực Bà Rịa khi đó thuộc tổng Phước An thuộc huyện Phước Long. Đến năm 1808, khi các tổng trở thành huyện, thì Bà Rịa nằm trong huyện Phước An, phủ Phước Long thuộc Trấn Biên Hòa.
Cuối thế kỷ 18, sau khi triều Tây Sơn sụp đổ, Mô Xoài tiếp đón một số lớn dân từ Bình Định di cư vào, tránh sự khủng bố của Triều Nguyễn.
Trong bối cảnh đó, nhiều cư dân Việt từ đất Thuận – Quảng đã vào vùng Mô Xoài, Đồng Nai (miền Đông Nam Bộ) khai khẩn đất hoang, lập làng sinh sống. Họ chủ yếu đi ghe bầu vào bằng đường biển. Họ thường chọn nơi cửa sông, cửa rạch, bãi ngang, vịnh nhỏ.
Ngay từ buổi đầu mở đất, vùng trung tâm Mô Xoài có đồng bằng rộng, cảnh quan thiên nhiên đa dạng với nhiều gò đồi cùng hệ thống sông rạch dày đặc và những cánh rừng hoang nước lợ, núi non đã tạo thuận lợi cho sản xuất nông nghiệp trồng lúc nước. Nhờ đó, vùng đất này đã thu hút các lưu dân Việt đến định cư, và lập nên những xóm làng đầu tiên. Bà Rịa, tức xứ Mô Xoài xưa đã được xác định là điểm dừng chân đầu tiên của di dân Việt đặt chân đến Nam Bộ.

Trong các làng trung tâm Mô Xoài, Long Hương là làng lớn nhất bởi gần kề núi và sông nên có điều kiện canh tác, giao thương tốt. Trong sách Truyền thống xã Long Hương, Võ Văn Ấn (1988) viết:
“Buổi đầu chỉ có một nhóm không hơn 100 người đi thuyền vượt biển đến Rạch Dừa, vượt sông Ba Cói đến định cư trên bờ sông Dinh về phía xóm Lăng, chuyên nghề đánh bắt cá. Dần dần có những nhóm dân đến lập nghiệp ở khúc sông trên bờ sông Dinh về phía xóm Đình, cũng có nhóm khác theo đường bộ từ Bàn Lân (Đồng Nai) đến xóm Đồng, trong số này có những người Hoa biết làm ruộng”.
Ngoài Long Hương còn có làng Phước Lễ ven sông Dinh. Các làng khác đã có cư dân sinh sống như Long Thạnh, An Ngãi, Phước Hải, Long Điền, Long Lập, Long Kiên, Núi Nứa.
Năm 1748, nhân có việc dùng binh, Điều khiển Nguyễn Hữu Doãn sai giăng dây cho đắp con đường "Thiên Lý Cù" nối Bắc Cầu Sơn với Mô Xoài. Con đường này chạy từ Trấn Biên dọc theo sông Thị Vải đến trung tâm huyện Phước An và cặp theo ven biển đến vùng Bình Thuận.
Ngoài việc khai khẩn đất hoang canh tác nông nghiệp, trồng lúa và hoa màu, cư dân Phước An còn phát triển nghề đánh bắt hải sản và làm muối. Các nghề thủ công gia đình cũng phát triển đáp ứng nhu cầu thiết yếu của đời sống như làm đường mía, dệt chiếu, làm giấy, dệt lụa, lãnh. Sản xuất nông nghiệp, canh tác hoa màu phát triển giúp hình thành và duy trì mạng lưới bán buôn, chợ búa. Vào nửa đầu thế kỷ 19, nơi đây đã có các chợ lớn như: Bà Rịa, Phước Tỉnh, Thành, Chợ Bến, Chợ Dinh. Trong đó, chợ Bến (xã An Ngãi, Long Điền ngày nay) là đầu mối trao đổi sầm uất bậc nhất.
Các đời vua Nguyễn đều quan tâm đầu tư khai khẩn vùng đất Mô Xoài. Dưới thời nhà Nguyễn, Bà Rịa là phủ lỵ của phủ Phước Tuy, tỉnh Biên Hòa.

### Thời Pháp thuộc

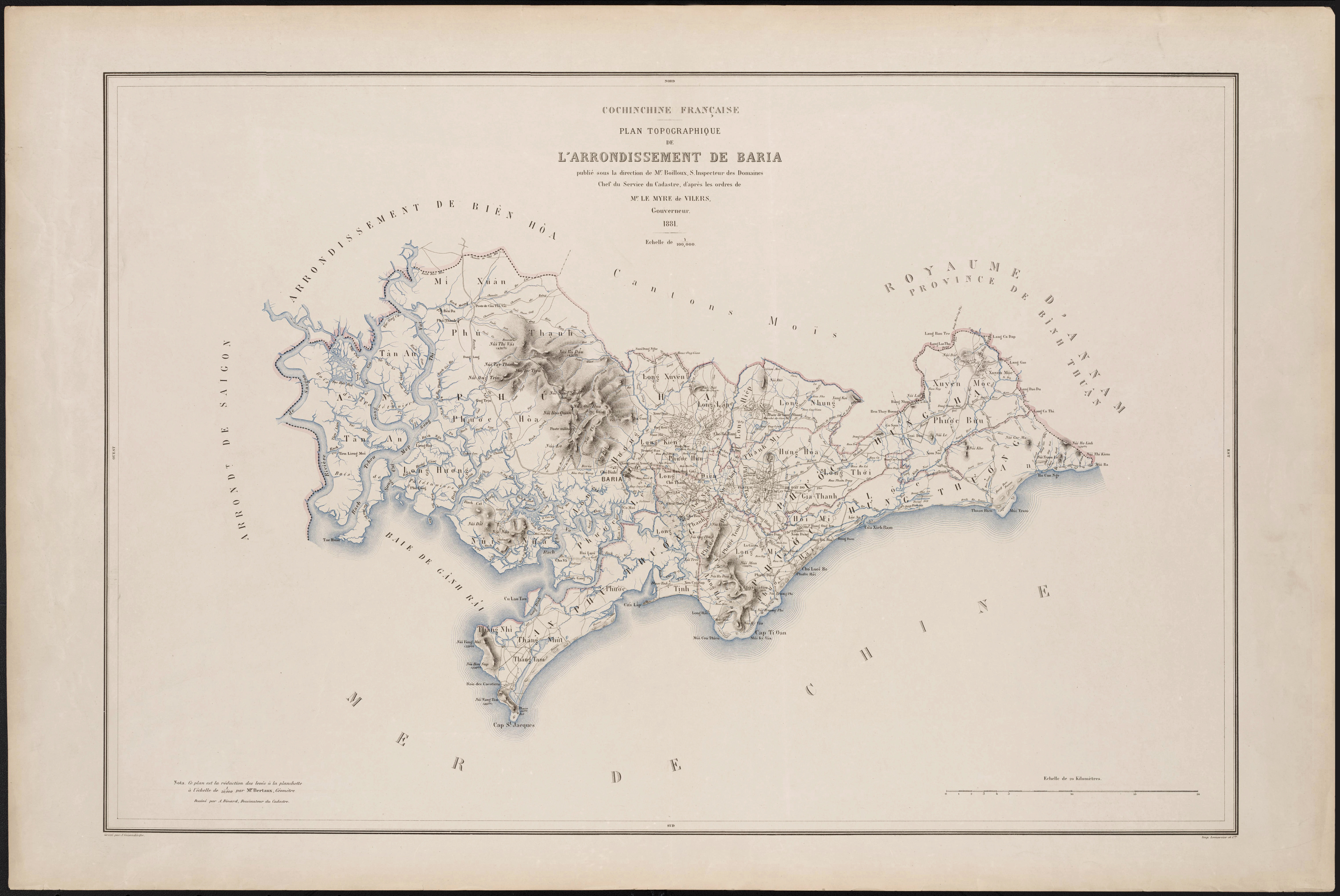
Bản đồ hạt tham biện Bà Rịa năm 1881 cho thấy địa phận Bà Rịa nằm ở các làng Phước Lễ, Long Hương, Long Kiên

Năm 1864, sau khi chiếm trọn Lục tỉnh Nam Kỳ, thực dân Pháp chia Nam Kỳ thành các hạt thanh tra, sau thành Hạt tham biện. Huyện Phước An xưa được đổi nằm trong hạt Bà Rịa, lỵ sở tại làng Phước Lễ. Hạt gồm 4 tổng Việt và 3 tổng Thượng. Thống kê của Pháp cho biết có dân số 20.543 người. Đến năm 1876, dân số hạt Bà Rịa có 21.188 người. Như vậy, "Bà Rịa" chính thức trở thành địa danh hành chính từ lúc này.

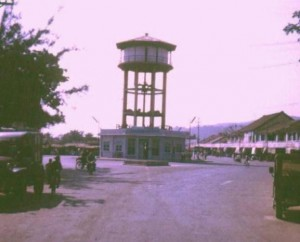
Tháp nước Nhà Tròn Bà Rịa

Năm 1876, thực dân Pháp thành lập hạt tham biện Bà Rịa trên cơ sở huyện Phước An thuộc phủ Phước Tuy của tỉnh Biên Hòa.
Năm 1900, các hạt tham biện lại đổi thành tỉnh; tỉnh lỵ tỉnh Bà Rịa tiếp tục đặt tại làng Phước Lễ, tổng An Phú Hạ. Do Cap Saint Jacques đã trở thành thị xã tự trị 5 năm trước đó (địa bàn tỉnh Bà Rịa khi ấy tương đương với thành phố Bà Rịa, thị xã Phú Mỹ và các huyện Long Điền, Đất Đỏ, Châu Đức và Xuyên Mộc hiện nay).
Để khai thác đồn điền ở Bình Ba và thiết lập bộ máy hành chính địa hạt, người Pháp đã xây dựng và phát triển trung tâm Bà Rịa. Họ xây nhiều cơ sở hành chính, thương mại tại đây mà tiêu biểu là Nhà thờ Bà Rịa (1890), Lầu nước (Chateu d'Eau) và nhiều công sở khác.
Sau khi Nhật đảo chính Pháp, người Nhật cho lắp đặt bên dưới bồn nước cặp loa báo động gồm 6 cái.

### Thời Việt Nam Cộng hòa

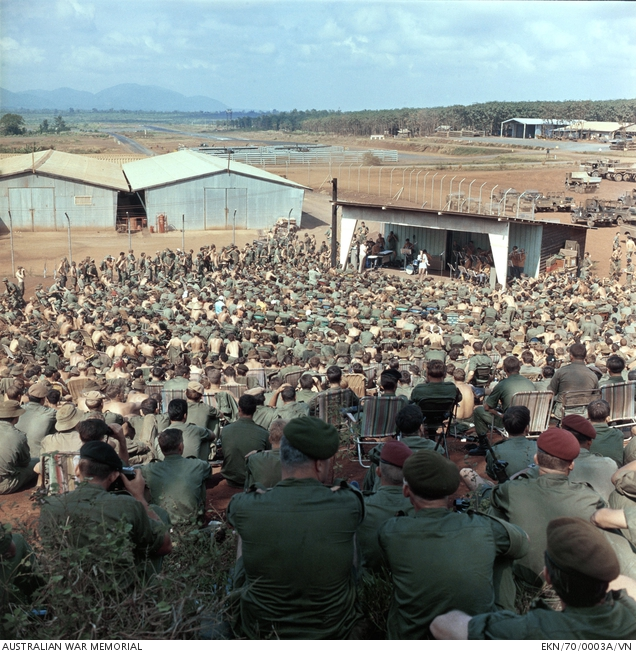
Binh lính Úc tại căn cứ Núi Đất năm 1970

Những năm 1954 – 1956, chính quyền Ngô Đình Diệm đã đưa nhiều người di cư từ miền Bắc vào Nam. Nhiều cộng đoàn Công giáo đã được tái định cư tại các khu vực dọc theo quốc lộ 15 và các địa bàn trọng yếu trên các Lộ 15, lộ 2 ngày nay hình thành nên các họ đạo: Long Tâm, Long Kiên, Thủ Lựu, Dũng Lạc, Long Hương.
Năm 1957, Chính phủ Việt Nam Cộng hòa tái lập tỉnh Phước Tuy trên cơ sở tỉnh Bà Rịa cũ và thị xã Vũng Tàu. Lúc này, xã Phước Lễ là tỉnh lỵ, và quận lỵ Châu Thành (sau đổi thành Long Lễ), còn xã Hòa Long là nơi trú đóng chi khu quân sự Long Lễ.
Trong thời chiến tranh, chính phủ Ngô Đình Diệm đã thành lập Trung tâm Huấn luyện Quốc gia Vạn Kiếp tại Bà Rịa để đào tạo quân nhân viễn thám.
Từ năm 1966 đến năm 1972, Lực lượng đặc nhiệm số 1 của Quân đội Hoàng gia Úc (ATF1) và pháo binh New Zealand đồn trú tại căn cứ Núi Đất. Đội đặc nhiệm này gồm hai tiểu đoàn bộ binh, một đội xe tăng cỡ trung, và một phi đội trực thăng, cùng nhiều lực lượng hỗ trợ thông tin, kỹ thuật khác. Để thành lập căn cứ này, Chuẩn tướng O.D. Jackson với sự đồng ý của tỉnh trưởng Phước Tuy đã cho di chuyển khoảng 4.000 dân hai xã Long Tân và Long Phước đi nơi khác. Vào lúc cao điểm, nơi này có khoảng 5.000 quân Úc đồn trú.
Dân số khu vực Bà Rịa thời kỳ này tương đối nhỏ bé, với chỉ khoảng 25.853 người sống tại 4 xã ở quận Long Lễ (theo điều tra 1965). Trong đó, xã Phước Lễ (quận lỵ) có số dân lớn nhất, khoảng gần 14.000 người.
| Xã         | Số ấp | Dân số |
| ---------- | ----- | ------ |
| Hòa Long   | 4     | 3.510  |
| Long Hương | 4     | 4.834  |
| Long Phước | 4     | 3.730  |
| Phước Lễ   | 14    | 13.779 |
| Tổng cộng  |       | 25.853 |

Trong thời kỳ này, Bà Rịa là địa bàn hoạt động tích cực của các lực lượng cách mạng dưới sự chỉ đạo của Thị ủy Bà Rịa và Tỉnh ủy Bà Rịa - Long Khánh. Quần chúng nhân dân các xã Hòa Long, Long Phước luôn là chỗ dựa, yểm trợ to lớn với cán bộ và du kích của Quân giải phóng. Do đó, nơi này thường xảy ra tranh chấp giữa chính quyền địa phương và lực lượng du kích cách mạng. Từ năm 1948, quân và dân xã Long Phước đã phát triển hệ thống địa đạo ở 5 ấp, nối liền với nhau với hầm chứa lương thực và công sự chiến đấu. Địa đạo này đã được xếp hạng di tích quốc gia năm 1990.

### Cuối tháng 4 năm 1975

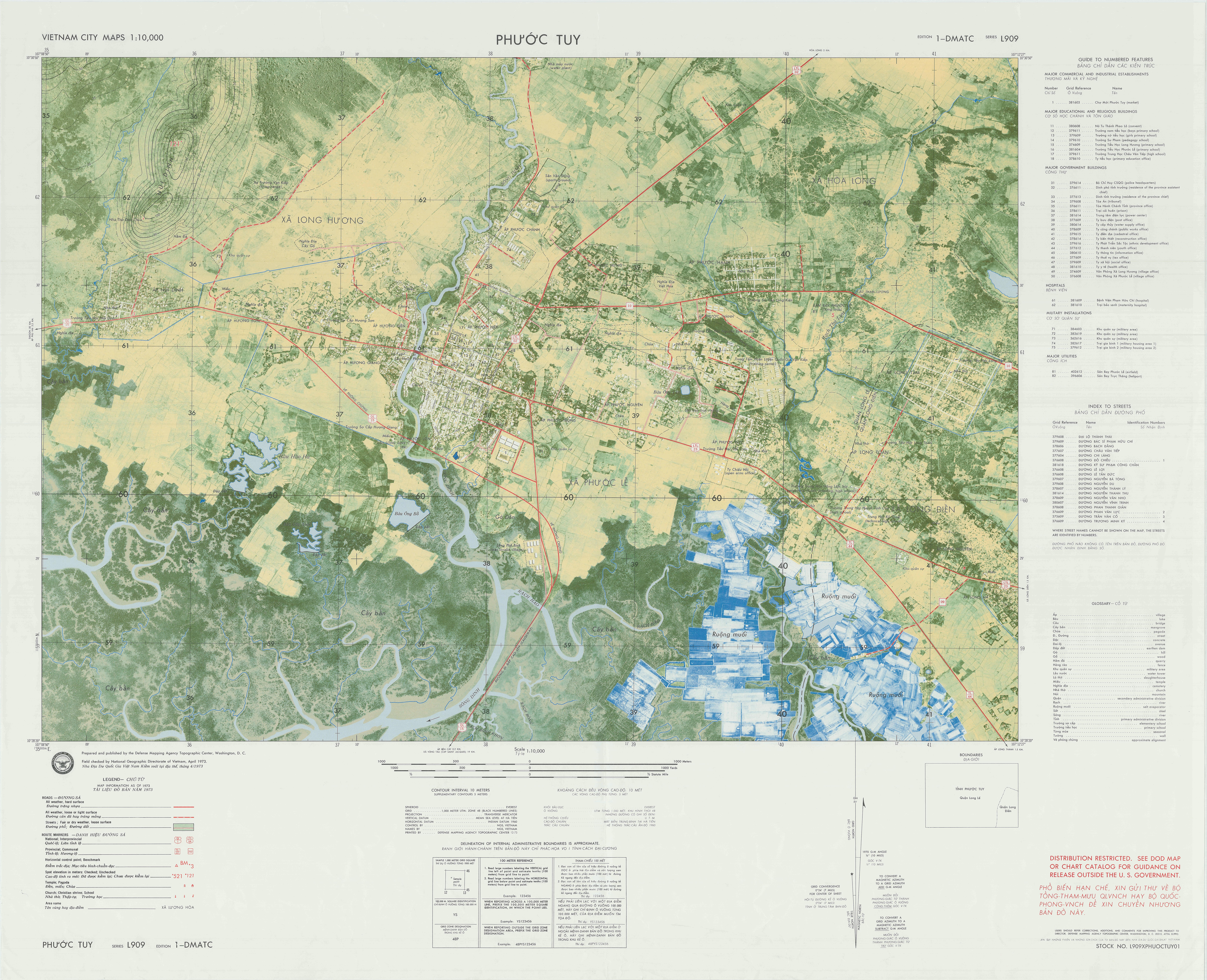
Bản đồ trung tâm quận Long Lễ

Những ngày cuối tháng 4 năm 1975, các lực lượng vũ trang của Quân giải phóng miền Nam Việt Nam cùng lực lượng chủ lực Quân đoàn 4 và Sư đoàn 6 đã tiến công đánh chiếm, giải phóng Xuân Lộc. Sau khi chi khu và quận lỵ Đức Thạnh sụp đổ, trung đoàn 141 cùng bộ đội và biệt động địa phương đã tiến công vào thị xã Bà Rịa và Trung tâm huấn luyện Vạn Kiếp. Đến 15 giờ ngày 27 tháng 4, quân giải phóng đã chiếm lĩnh các công sở, Dinh tỉnh trưởng và cắm cờ trên Lầu nước (Nhà Tròn).
Ngày 1 tháng 5 năm 1975, Thị ủy Bà Rịa tổ chức mít tinh tại Nhà Tròn mừng chiến thắng. Ủy ban quân quản thị xã gồm 5 người đã ra mắt cư dân thị xã.

### Sau năm 1975
Sau năm 1975, hai quận Long Lễ và Đức Thạnh sáp nhập thành huyện Châu Thành. Sau đó, ba tỉnh Phước Tuy, Biên Hòa, Long Khánh và thành phố Vũng Tàu sáp nhập thành tỉnh Đồng Nai. Từ đó, xã Phước Lễ thuộc huyện Châu Thành, tỉnh Đồng Nai.
Ngày 8 tháng 12 năm 1982, xã Phước Lễ được chuyển thành thị trấn Bà Rịa – thị trấn huyện lỵ huyện Châu Thành.
Ngày 12 tháng 8 năm 1991, Quốc hội ban hành Nghị quyết về việc thành lập tỉnh Bà Rịa – Vũng Tàu được thành lập từ Đặc khu Vũng Tàu – Côn Đảo, huyện Châu Thành, Long Đất và Xuyên Mộc. Huyện Châu Thành trở thành trực thuộc tỉnh này.
Ngày 2 tháng 6 năm 1994, Chính phủ ban hành Nghị định số 45-CP (Nghị quyết có hiệu lực từ ngày 15 tháng 8 năm 1994) về việc thành lập thị xã Bà Rịa trên cơ sở thị trấn Bà Rịa (trừ 800 héc ta diện tích tự nhiên của thôn Phước Tân sáp nhập với xã Châu Pha thuộc huyện Tân Thành), xã Long Hương, xã Hoà Long (trừ ấp Sông Cầu và 990 héc ta diện tích tự nhiên sáp nhập với xã Nghĩa Thành thuộc huyện Châu Đức), xã Long Phước (trừ ấp Phước Trung và 1.463 héc ta diện tích tự nhiên sát nhập với khu kinh tế mới Đá Bạc thuộc huyện Châu Đức) và 100 héc ta diện tích tự nhiên với 700 nhân khẩu của ấp Long An thuộc thị trấn Long Điền (huyện Long Đất).
- Thành lập phường Phước Hưng trên cơ sở 295 héc ta diện tích tự nhiên và 9.421 nhân khẩu của các thôn Phước Hưng, Phước Chánh, Phước Tân thuộc thị trấn Bà Rịa; 200 héc ta diện tích tự nhiên của xã Hoà Long.
- Thành lập phường Phước Hiệp trên cơ sở 35 héc ta diện tích tự nhiên và 7.086 nhân khẩu của thôn Phước Hiệp và thôn Phước Liên thuộc thị trấn Bà Rịa.
- Thành lập phường Phước Nguyên trên cơ sở 190 héc ta diện tích tự nhiên và 7.971 của các thôn Phước Nguyên, Phước Đức, Phước Thành thuộc thị trấn Bà Rịa.
- Thành lập phường Long Toàn trên cơ sở 592 héc ta diện tích tự nhiên và 6.439 nhân khẩu của các thôn Long Toàn, Long Tân, Phước Hạnh và 100 héc ta diện tích tự nhiên và 700 nhân khẩu của ấp Long An (từ huyện Long Điền chuyển sang).
- Thành lập phường Phước Trung trên cơ sở 648 héc ta diện tích tự nhiên và 7.073 nhân khẩu của hai thôn còn lại là Phước Trung, Bến Xúc thuộc thị trấn Bà Rịa.

Thị xã Bà Rịa có 8.724 héc ta diện tích tự nhiên và 67.289 nhân khẩu; có 8 đơn vị hành chính, bao gồm 5 phường: Phước Hưng, Phước Hiệp, Phước Nguyên, Long Toàn, Phước Trung và 3 xã: Long Phước, Hòa Long, Long Hương.

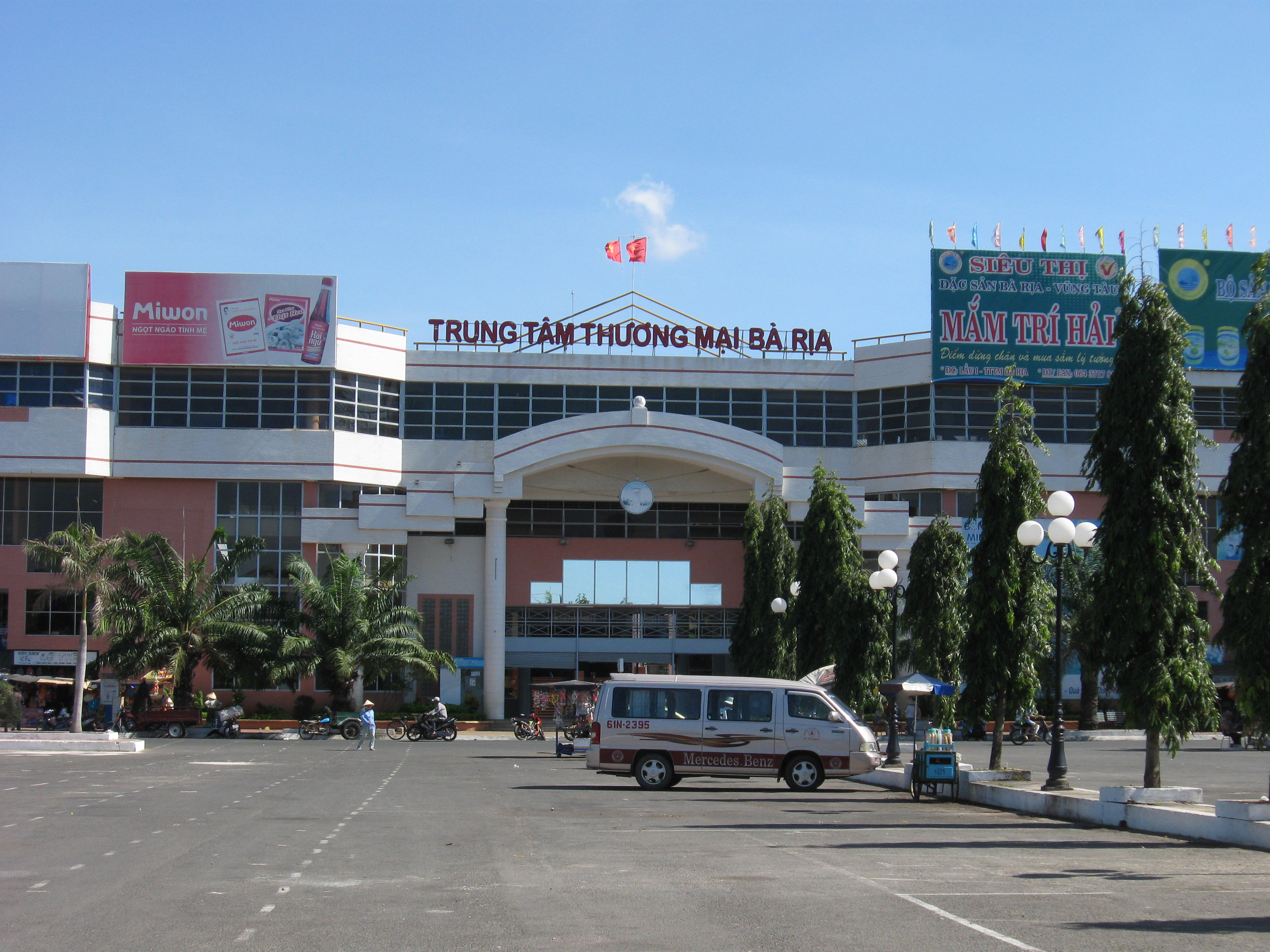
Trung tâm thương mại Bà Rịa

Ngày 22 tháng 10 năm 2002, chia xã Long Hương thành 2 phường: Long Hương và Kim Dinh.
Ngày 27 tháng 6 năm 2005, chia phường Phước Hưng thành phường Phước Hưng và xã Tân Hưng; chia phường Long Toàn thành 2 phường: Long Toàn và Long Tâm.
Ngày 16 tháng 4 năm 2007, Bộ Xây dựng ban hành Quyết định số 574/2007/QĐ-BXD về việc công nhận thị xã Bà Rịa được công nhận là đô thị loại III.
Ngày 2 tháng 5 năm 2012, trung tâm hành chính của tỉnh Bà Rịa – Vũng Tàu được chuyển từ thành phố Vũng Tàu về thị xã Bà Rịa.
Ngày 22 tháng 8 năm 2012, Chính phủ ban hành Nghị quyết số 43/NQ-CP về việc thành lập thành phố Bà Rịa thuộc tỉnh Bà Rịa – Vũng Tàu trên cơ sở toàn bộ diện tích tự nhiên, dân số và các đơn vị hành chính trực thuộc của thị xã Bà Rịa.
Thành phố Bà Rịa có 9.146,50 ha diện tích tự nhiên và 122.424 nhân khẩu; 11 đơn vị hành chính cấp xã, bao gồm 8 phường: Phước Hưng, Phước Trung, Phước Hiệp, Phước Nguyên, Long Hương, Long Toàn, Kim Dinh, Long Tâm và 3 xã: Hòa Long, Long Phước, Tân Hưng.
Ngày 27 tháng 11 năm 2014, Thủ tướng Chính phủ ban hành Quyết định số 2130/QĐ-TTg về việc công nhận thành phố Bà Rịa là đô thị loại II trực thuộc tỉnh Bà Rịa – Vũng Tàu.
Ngày 24 tháng 10 năm 2024, Ủy ban Thường vụ Quốc hội ban hành Nghị quyết số 1256/NQ-UBTVQH15 về việc sắp xếp đơn vị hành chính cấp huyện, cấp xã của tỉnh Bà Rịa – Vũng Tàu giai đoạn 2023 – 2025 (nghị quyết có hiệu lực từ ngày 1 tháng 1 năm 2025). Theo đó, sáp nhập phường Phước Hiệp vào phường Phước Trung.
Cho tới tháng 6/2025, Thành phố Bà Rịa có 7 phường và 3 xã.
Ngày 12 tháng 6 năm 2025, Quốc hội ban hành Nghị quyết số 202/2025/QH15 về việc sắp xếp đơn vị hành chính cấp tỉnh (nghị quyết có hiệu lực từ ngày 12 tháng 6 năm 2025). Theo đó, sáp nhập tỉnh Bà Rịa – Vũng Tàu vào Thành phố Hồ Chí Minh. TP Bà Rịa được tổ chức lại thành 3 phường trực thuộc Thành phố Hồ Chí Minh, gồm phường Bà Rịa (sáp nhập các phường Phước Trung, Phước Nguyên, Long Toàn, Phước Hưng), phường Long Hương (sáp nhập các phường Kim Dinh, Long Hương và xã Tân Hưng) và phường Tam Long (sáp nhập phường Long Tâm và các xã Hòa Long, Long Phước).

## Kinh tế - xã hội

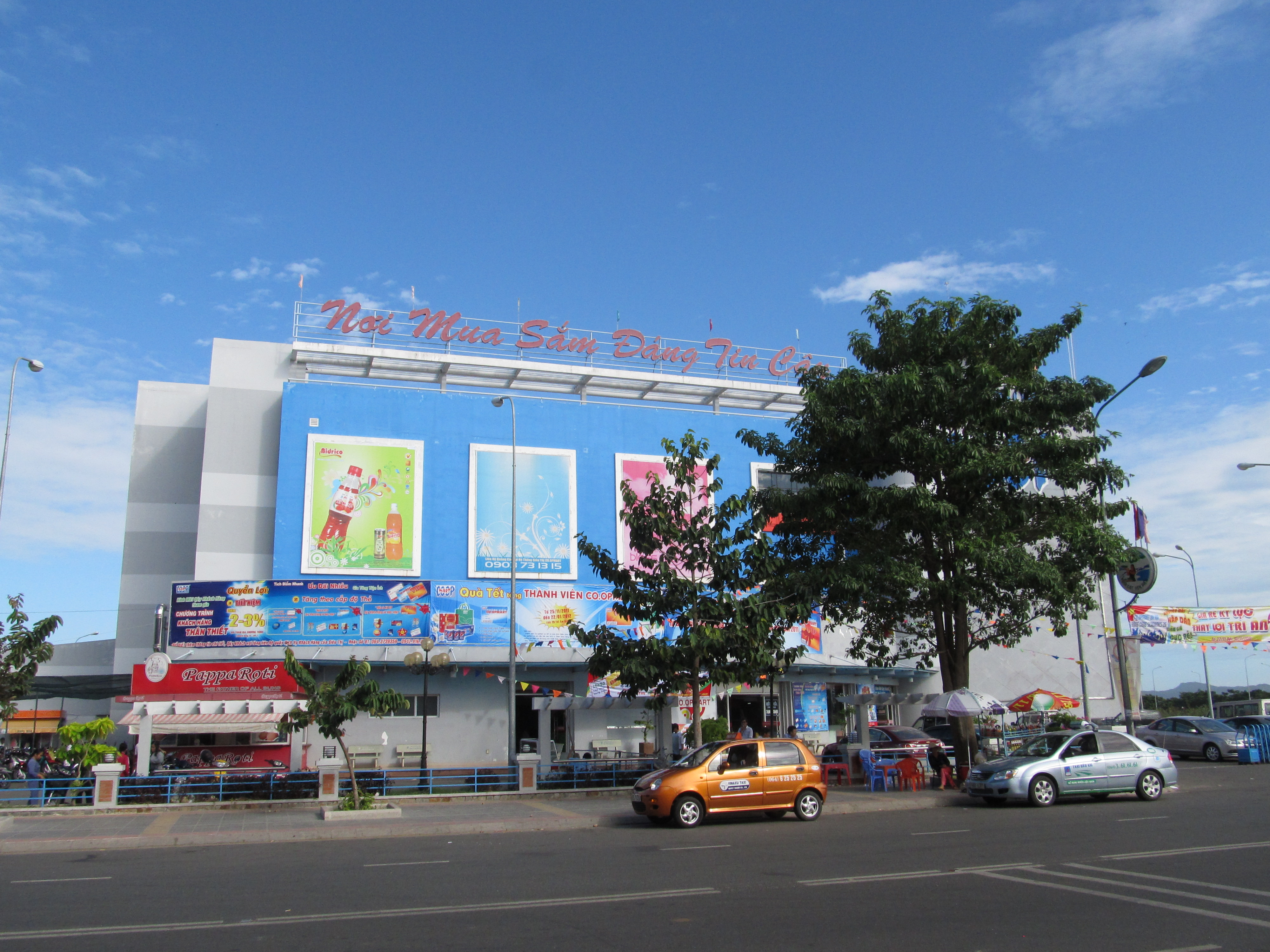
Một siêu thị ở Bà Rịa

Cơ cấu kinh tế trên địa bàn thành phố năm 2012:
- Công nghiệp – xây dựng chiếm 62,59%: Toàn ngành có 822 cơ sở sản xuất công nghiệp, tiểu thủ công nghiệp, tạo việc làm cho 7.732 lao động. Tổng giá trị sản xuất công nghiệp – tiểu thủ công nghiệp theo giá hiện hành 2.441,8 tỷ đồng. Sản xuất công nghiệp – tiểu thủ công nghiệp trên địa bàn thành phố ổn định và phát triển theo hướng công nghiệp hóa, hiện đại hóa. Hầu hết các doanh nghiệp Trung ương, tỉnh đã đầu tư công nghệ mới vào sản xuất kể cả khâu lao động kỹ thuật. Sản lượng các sản phẩm công nghiệp – tiểu thủ công nghiệp như đá xây dựng, điện, nước, cửa sắt,... có sự tăng trưởng cả về chất lượng lẫn số lượng. Đội ngũ công nhân và người lao động được đa dạng hóa về ngành nghề để phù hợp với nền kinh tế nhiều thành phần.
- Thương mại - dịch vụ chiếm 34,07%: Trên địa bàn thành phố có 3.700 cơ sở kinh doanh thương mại - dịch vụ, giải quyết việc làm cho 7.171 lao động. Tổng doanh thu thương mại – dịch vụ 5.345 tỷ đồng; trong đó doanh thu thương mại 3.120 tỷ đồng, doanh thu dịch vụ 2.225 tỷ đồng.
- Nông nghiệp – thủy sản chiếm 3,33%: Tại thành phố, một số hoạt động nông nghiệp có thể kể đến như trồng cà phê, cao su, điều, cây ăn quả. Năm 2012, giá trị sản xuất nông nghiệp tính theo giá hiện hành 341,9 tỷ đồng.

Năm 1985, địa phương đầu tư xây Bệnh viện Bà Rịa với quy mô 300 giường bệnh. Khi mới thành lập, cơ sở hạ tầng của thị xã ở trong tình trạng xuống cấp nghiêm trọng. Từ năm 1996 trở đi, tiến trình công nghiệp hóa - hiện đại hóa của tỉnh Bà Rịa – Vũng Tàu đã đưa địa phương này trở thành tỉnh có thu nhập cao, bền vững. Nhờ thế, thị xã Bà Rịa đã được đầu tư nhiều về cơ sở hạ tầng xã hội đồng bộ góp phần thúc đẩy phát triển kinh tế-xã hội theo hướng văn minh, hiện đại. Tốc độ tăng trưởng kinh tế bình quân các năm 2006-2010 đạt 19,32%/năm. Địa phương đã xây dựng và khánh thành Trung tâm Thương mại Bà Rịa (1996), cầu Long Hương, nhà máy nước Hồ Đá Đen (2006) và nâng cấp chỉnh trang nhiều đại lộ lớn tại trung tâm thành phố. 
Trong giai đoạn 2005-2010, thị xã đã xây dựng 23 trường học và 68 công trình phúc lợi cơ bản đáp ứng nhu cầu của số dân không ngừng gia tăng. Địa phương cũng đầu tư các cụm công nghiệp - tiểu thủ công nghiệp Long Hương và Long Toàn, và đầu tư khu dân cư Gò Cát (tại phường Long Tâm) và đầu tư nhiều công trình thủy lợi và đường bộ ở nông thôn và giữa thị xã đến các huyện lân cận. Nhờ thế, giá trị sản xuất kinh tế tăng đều các năm, GRDP bình quân đầu người đạt 2.950 USD/năm năm 2010, đạt phổ cập Phổ thông trung học. Địa phương đã đưa vào sử dụng Bệnh viện Bà Rịa cơ sở mới (năm 2015). Địa phương đã tiến hành chỉnh trang đô thị để tạo mỹ quan và cải tạo môi trường thành phố, tiêu biểu là xây dựng kè và công viên dọc hai bờ sông Dinh (giai đoạn 2014-2016) và Công viên Bà Rịa với diện tích 44 ha tại phường Phước Nguyên (năm 2021). Công trình gồm quảng trường Bà Rịa và công viên cây xanh quy mô lớn. Ngoài ra, thành phố cũng khánh thành tuyến tránh Thành phố Bà Rịa của Quốc lộ 56 ở phía Tây khu trung tâm thành phố.

## Dân số
Thị xã Bà Rịa có diện tích 87,24 km², dân số năm 1992 là 67.289 người.
Thị xã Bà Rịa có diện tích 91,5 km², dân số năm 2010 là 122.424 người, mật độ dân số đạt 1.338 người/km².
Thành phố Bà Rịa có dân số năm 2013 là 153.862 người (đã quy đổi).
Thành phố Bà Rịa có dân số năm 2017 là 205.190 người.
Thành phố Bà Rịa có dân số ngày 1/4/2019 là 108.701 người.
Thành phố Bà Rịa có diện tích 91,04 km², dân số năm 2021 là 114.116 người, mật độ dân số đạt 1.254 người/km².
Thành phố Bà Rịa có dân số năm 2022 là 235.192 người.

## Văn hóa
Tôn giáo: Thành phố Bà Rịa hiện có 5 tôn giáo đang hoạt động với 44 cơ sở sinh hoạt, thờ tự. Số tín đồ gần 47.600 chiếm 43,77% dân số toàn thành phố. Các tôn giáo gồm: Công giáo, Phật giáo, Tin lành, Cao Đài và Tịnh độ Cư sĩ Phật hội. Thành phố là nơi đặt lỵ sở của Giáo phận Bà Rịa. Nhà thờ chánh tòa của giáo phận này tọa lạc tại đường Cách Mạng Tháng Tám, phường Phước Hiệp.
Đặc sản Bà Rịa: Tại Bà Rịa các du khách có thể tìm đến các món ăn ngon, dân dã như: Bánh canh Long Hương, Mắm bằm, Măng Là A, Rượu nếp Hoà Long,...

## Du lịch
Thành phố Bà Rịa có một vài địa điểm lịch sử hoặc cảnh đẹp như: Đình thần Phước Lễ, Nhà thờ chính tòa Bà Rịa, Nhà Tròn Bà Rịa, Địa đạo Long Phước, Công viên Quảng trường Bà Rịa, các quán cà phê đẹp,...
Công viên: Trên địa bàn thành phố có hàng chục công viên lớn nhỏ khác nhau phục vụ nhu cầu vui chơi, giải trí của người dân. Trong đó tiêu biểu là Công viên Lê Thành Duy, công viên Hòa Bình, công viên Đông Tây sông Dinh khánh thành năm 2016, Quảng trường và Công viên Bà Rịa (2022) và nhiều công viên nhỏ tại các phường và khu phố.

## Giao thông

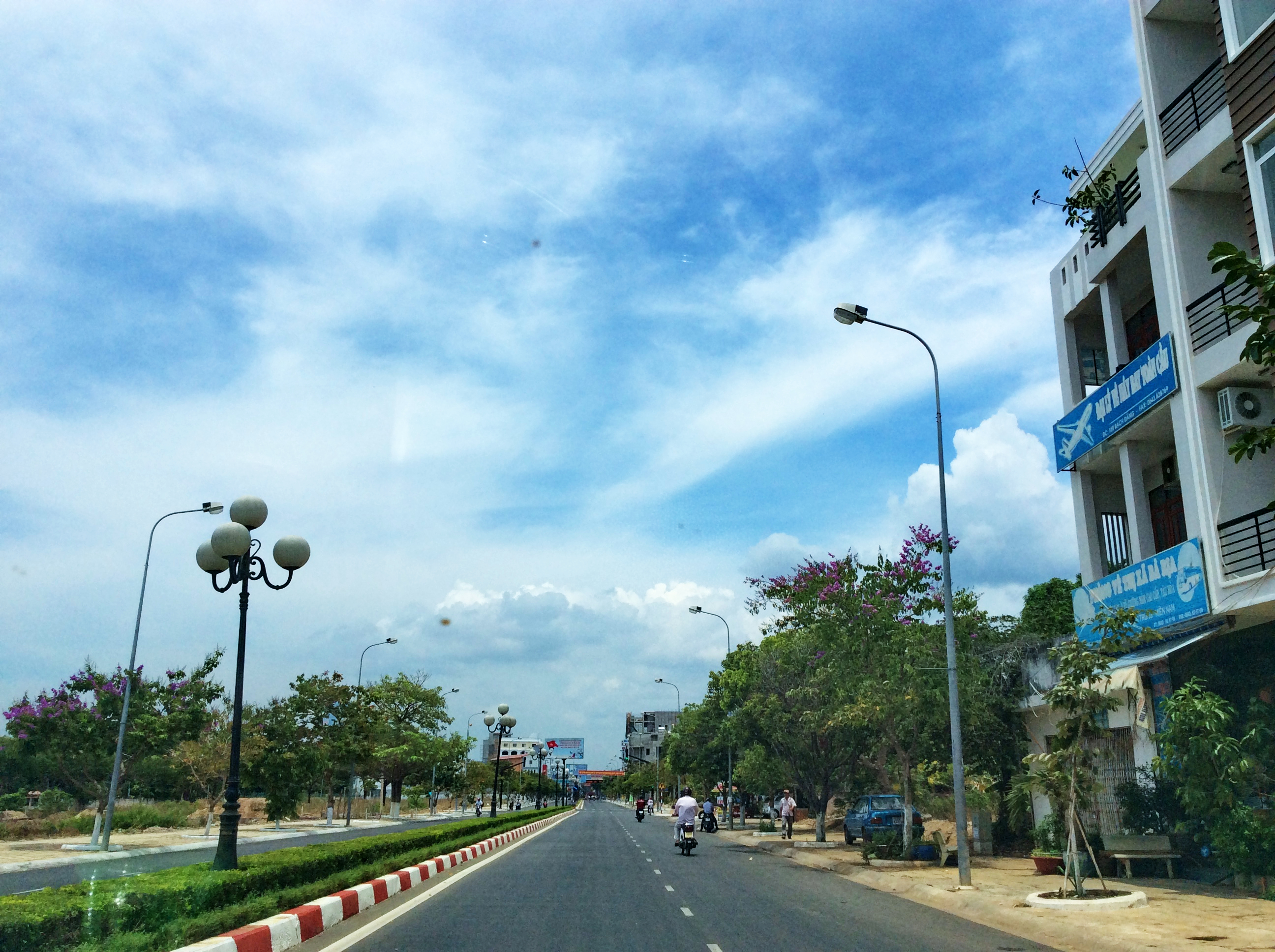
Đường Nguyễn Tất Thành, phường Phước Trung

Thành phố Bà Rịa là đầu mối giao thông đường bộ quan trọng của tỉnh Bà Rịa – Vũng Tàu, có vai trò kết nối các đô thị trong hệ thống đô thị hành lang Quốc lộ 51 của vùng kinh tế trọng điểm phía Nam như thành phố Biên Hòa – Nhơn Trạch – Đô thị mới Phú Mỹ với thành phố Vũng Tàu, đồng thời do Bà Rịa có vị thế là tâm điểm của 3 tuyến Quốc lộ quan trọng là: 51, 56, 55 nên thành phố còn là trung tâm kết nối vùng trung du Đông Nam Bộ, có thể tiếp cận với hệ thống cảng biển đang phát triển của Vũng Tàu và Phú Mỹ.
| Tên đường cũ (1973)  | Tên đường hiện nay                             |
| -------------------- | ---------------------------------------------- |
| Đại lộ Thành Thái    | Cách Mạng Tháng Tám                            |
| Phan Văn Lực         | Cách Mạng Tháng Tám (chân cầu Long Hương)      |
| Đồ Chiểu             | Nguyễn Thành Châu                              |
| Nguyễn Thành Lý      | Hai Bà Trưng                                   |
| Trần Văn Cố          | Lê Thành Duy (khu vực Chợ Đêm)                 |
| Lê Tấn Đức           | Huệ Đăng                                       |
| Lê Lợi               | 27 Tháng 4 (từ Lê Thành Duy đến Điện Biên Phủ) |
| Kỹ sư Phạm Công Chẩn | 27 Tháng 4 (từ Điện Biên Phủ đến Sân vận động) |
| Châu Văn Tiếp        | Nguyễn Huệ                                     |
| Nguyễn Văn Nho       | Nguyễn Trãi                                    |
| Phan Thanh Giản      | Nguyễn Đình Chiểu                              |
| Nguyễn Bá Tòng       | Lê Lợi                                         |
| Nguyễn Vĩnh Trinh    | Nguyễn Thanh Đằng                              |
| Bác sĩ Phạm Hữu Chí  | Huỳnh Ngọc Hay                                 |